# Amolops chunganensis
Espèce
Synonymes
- Rana chunganensis Pope, 1929

Statut de conservation UICN

 LC  : Préoccupation mineure
Amolops chunganensis est une espèce d'amphibiens de la famille des Ranidae.

## Répartition
Cette espèce est endémique en République populaire de Chine. Elle se rencontre dans les provinces du Fujian, du Gansu, du Guangxi, du Guizhou, du Hunan, du Shaanxi et du Sichuan.

## Description
L'holotype de Amolops chunganensis mesure 39 mm. Son dos est brun roux avec des mouchetures sombres.

## Étymologie
Son nom d'espèce, composé de chungan et du suffixe latin -ensis, « qui vit dans, qui habite », lui a été donné en référence au lieu de sa découverte, le Nord-Est des monts Ch'ungan Hsien dans la province du Fujian.

## Publication originale
- Pope, 1929 : Four new frogs from Fukien Province, China. American Museum novitates, no 352, p. 1-5 (texte intégral).